# Cecilia Peralta
Cecilia Peralta (Mar del Plata, 20 de maio de 1994) é uma jogadora de vôlei de praia argentina.

## Carreira
Em 2014 estreou no Circuito Sul-Americano de Vôlei de Praia na etapa de Viña del Mar ao lado de Julieta Puntin, na etapa seguinte em San Miguel de Tucumán com Alejandra Graiño, obtendo as nonas colocações em ambos eventos, e o vigésimo quinto lugar no Aberto do Paraná (Argentina) pelo circuito mundial ao lado de Milena Churín.Em 2012 fez parte da equipe argentina que competiu na estreia do Voleibol na neve no circuito da FIVB, no Aberto de Wagrain-Kleinarl na Áustria.
Em 2015 formou dupla com Julia Benet na etapa de Montevidéu, válida pelo Circuito Sul-Americano de Vôlei de Praia, nas etapas seguintes esteve com Virginia Zontaobtendo o bronze na etapa de Punta Negra e quarto lugar na etapa de Sucre
Iniciou a temporada de 2016 com Julieta Puntin em Vicente López pelo circuito continental.Em 2018 inicia a jornada com Ana Gallay e também com Virginia Zonta na etapa de Rosario (Argentina), em seguida disputou o Campeonato Mundial Universitário de Vôlei de Praia de 2018 ao lado de María Eugenia Tuliz .
No Circuito Sul-Americano de 2020  esteve com Ana Gallay e foram vice-campeãs na etapa de Cochimbo.No ano de 2021 fez parte da equipe argentina que disputava  CSV Continental Cup em Assunção e ao lado de Brenda Churín conquistou o título e a qualificação para o país aos Olimpíada de Tóquio..
Em 2021 passa a competir com Maia Najul e disputaram o torneio quatro estrelas de Itapema, válido pelo circuito mundial, em 2022 disputou o CSV Finals de Uberlândiae o Future do Circuito Mundial em Giardini-Naxos  e alcançou bronze no Future de Lecce.

## Títulos e resultados
- CSV Continental Cup:2021
- Future de IOS do Circuito Mundial de Vôlei de Praia 2023
- Future de Lecce do Circuito Mundial de Vôlei de Praia 2023
- Future de Lecce do Circuito Mundial de Vôlei de Praia 2022
- Etapa de Cochimbo do Circuito Sul-Americano de Vôlei de Praia:2020
- Etapa de Punta Negra do Circuito Sul-Americano de Vôlei de Praia:2015
- Etapa de Sucre do Circuito Sul-Americano de Vôlei de Praia:2015
- Aberto de Wagrain-Kleinarl do Circuito Mundial de Voleibol na neve:2012